# Роум (Илиноис)
Роум (енгл. Rome) насељено је место без административног статуса у америчкој савезној држави Илиноис.

## Демографија
По попису из 2010. године број становника је 1.738, што је 38 (-2,1%) становника мање него 2000. године.
| Група             | 2000.         | 2010.         |
| Белци             | 1.729 (97,4%) | 1.676 (96,4%) |
| Афроамериканци    | 5 (0,3%)      | 6 (0,3%)      |
| Азијати           | 6 (0,3%)      | 5 (0,3%)      |
| Хиспаноамериканци | 22 (1,2%)     | 28 (1,6%)     |
| Укупно            | 1.776         | 1.738         |